# Konopka (Heřmanův Městec)
Rybník Konopka o rozloze vodní plochy 0,5 ha se nalézá na potoce Konopka asi 600 m jihozápadně od železničního nádraží v Heřmanově Městci v okrese Chrudim. Rybník Konopka je umístěm v přírodní lokalitě využívané pro odpočinek a rekreaci. Rybník byl v roce 2010 obnoven. Rybník je v současnosti využíván pro chov ryb.

## Galerie

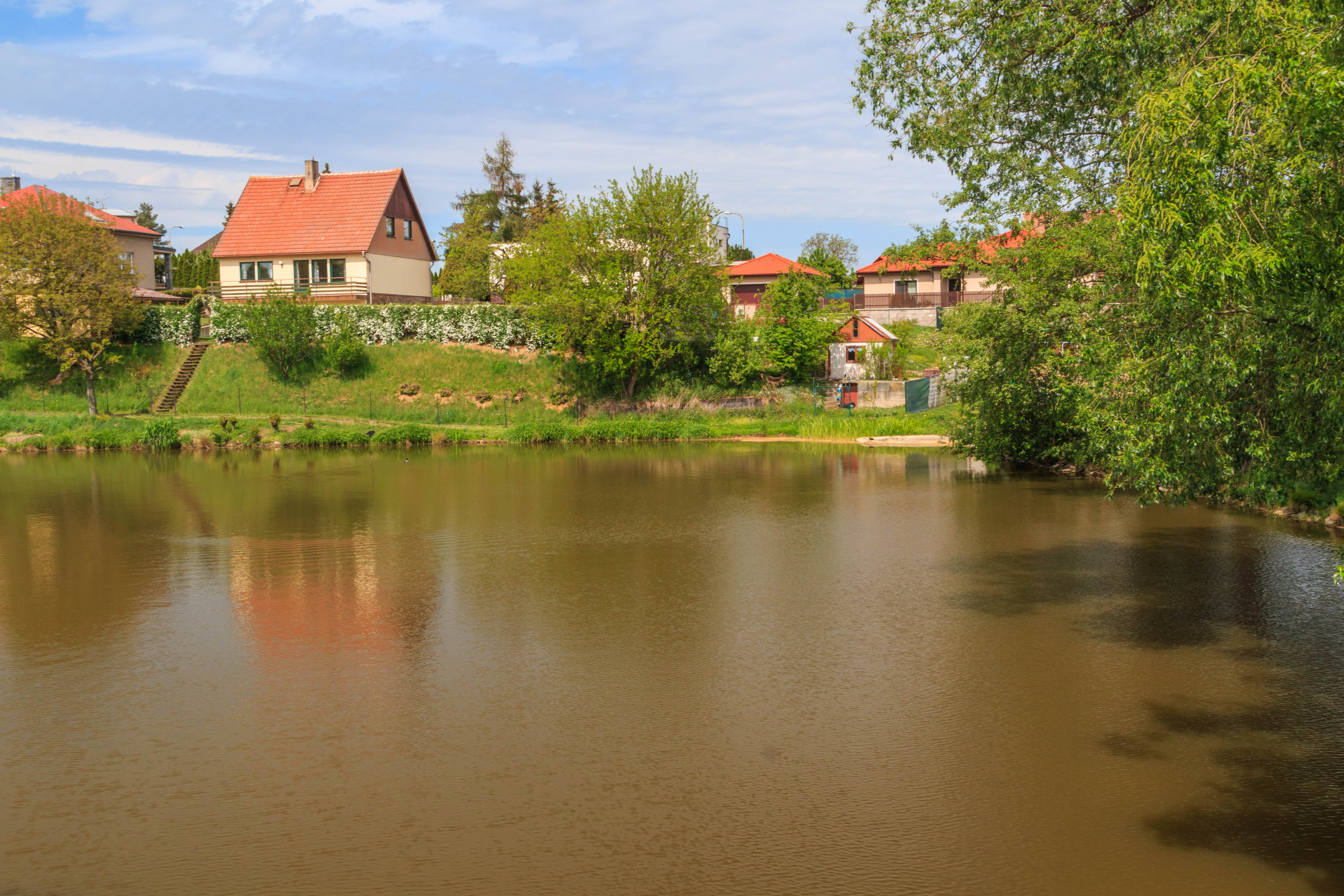
pohled na rybník Konopka u Heřmanova Městce
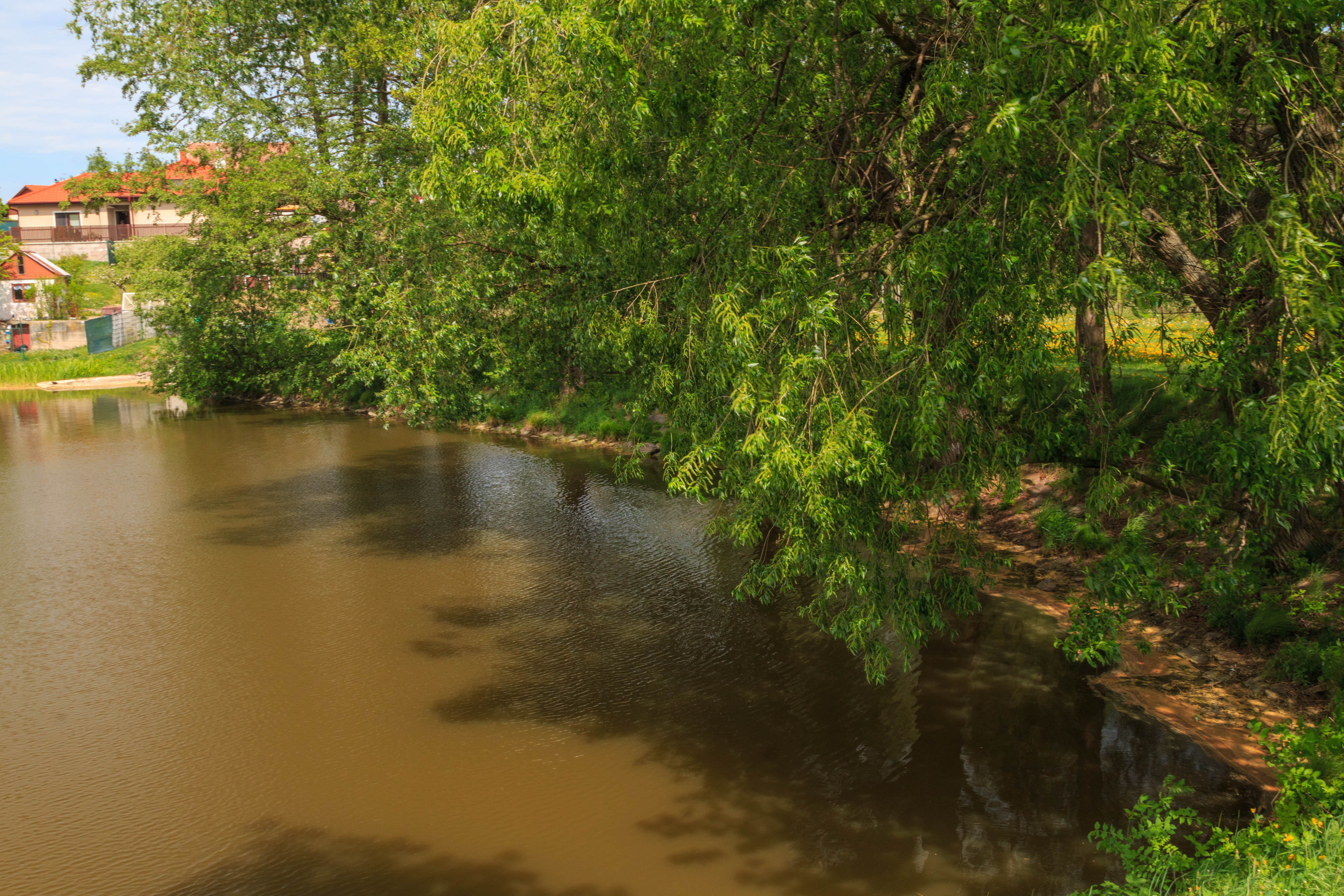
pohled na rybník Konopka u Heřmanova Městce